# ويليام سميث (سياسي أمريكي)
ويليام سميث (بالإنجليزية: William Smith)‏ هو محامي وسياسي أمريكي، ولد في 6 سبتمبر 1796 بمقاطعة كينغ جورج في الولايات المتحدة، وتوفي في 18 مايو 1887 في الولايات المتحدة. حزبياً، نشط في الحزب الديمقراطي. وقد انتخب حاكم فرجينيا ‏ (1846 – 1849) وانتخب عضو مجلس نواب الولايات المتحدة عن ولاية فرجينيا وانتخب عضو مجلس النواب الأمريكي.